# Otmęt Krapkowice
KS „Otmęt” Krapkowice – klub sportowy pochodzący z Krapkowic
KS „Otmęt” Krapkowice przez lata funkcjonował jako Fabryczny Klub Sportowy działający przy Śląskich Zakładach Przemysłu Skórzanego „Otmęt”. Początkowo klub działał jako wielosekcyjny: piłka nożna, piłka ręczna kobiet, mężczyzn, szachy, kolarstwo, boks. Z czasem działacze klubu postanowili skoncentrować się na żeńskim szczypiorniaku i męskim futbolu.

Największe triumfy krapkowicka piłka ręczna kobiet święciła w latach 1970 i 1971, kiedy to piłkarki klubu zdobyły tytuł Mistrzyń Polski i zapewniły sobie udział w europejskich pucharach. W roku 1972 i 1973 Krapkowiczanki zdobyły wicemistrzostwo kraju. Aktualnie żeńska drużyna piłkarek ręcznych „Otmętu” reprezentuje klub na szczeblu centralnym w rozgrywkach I ligi piłki ręcznej kobiet w Polsce oraz w rozgrywkach młodzieżowych na szczeblu wojewódzkim.